# 1899年の新聞少年ストライキ

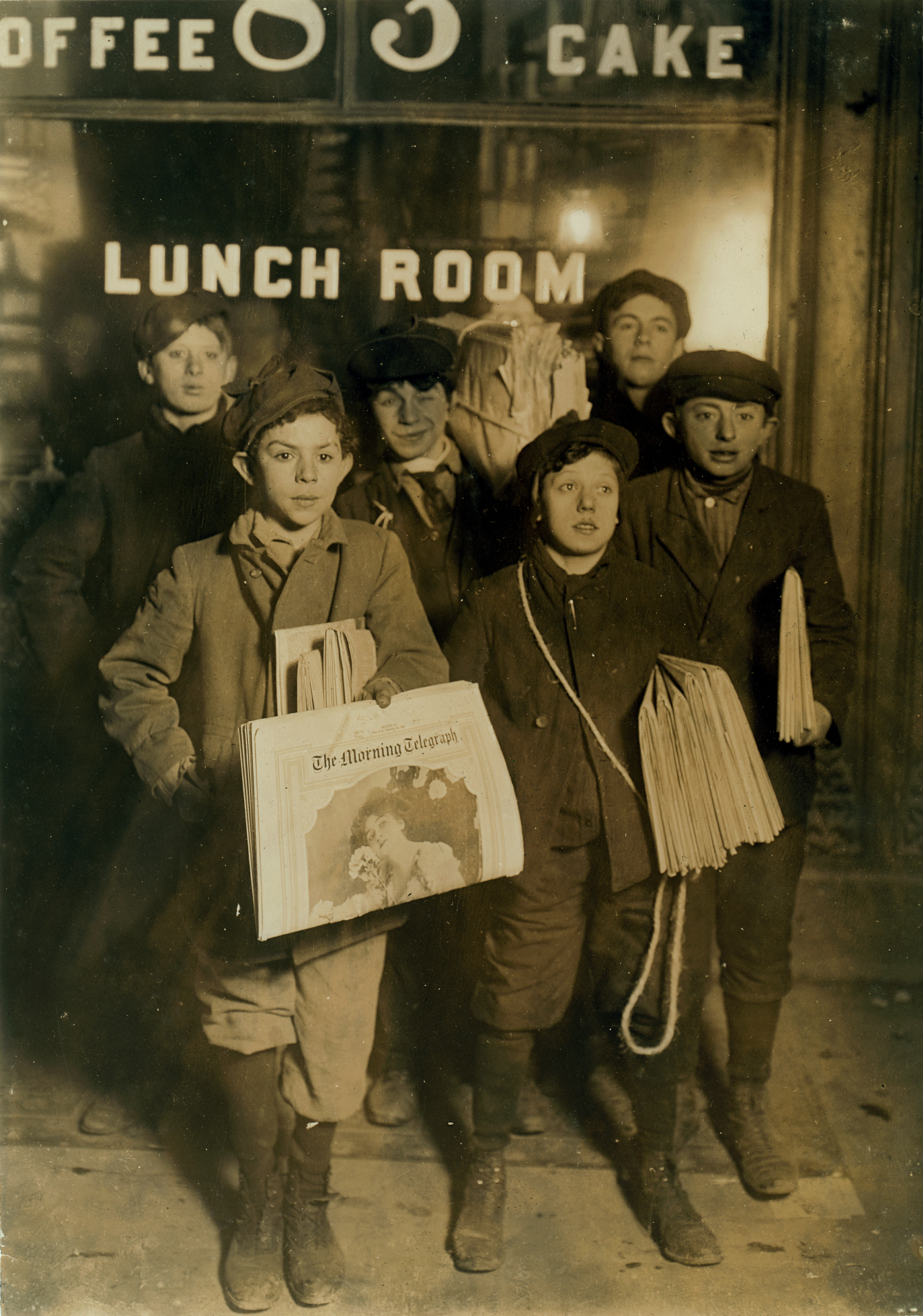
1908年、ブルックリン区の新聞少年

1899年の新聞少年ストライキは、1899年にアメリカ合衆国で起こった新聞販売を行なう児童労働者により、競合するジョーゼフ・ピューリツァーの『ニューヨーク・ワールド』紙とウィリアム・ランドルフ・ハーストの『ニューヨーク・ジャーナル』紙のやり方を変えようとする抗議行動。このストライキは2週間続き、『ニューヨーク・ワールド』紙はこの間36万部から12万5千部に発行部数を落とした。ストライキは成功し、賃金が上がることとなった。

## 背景

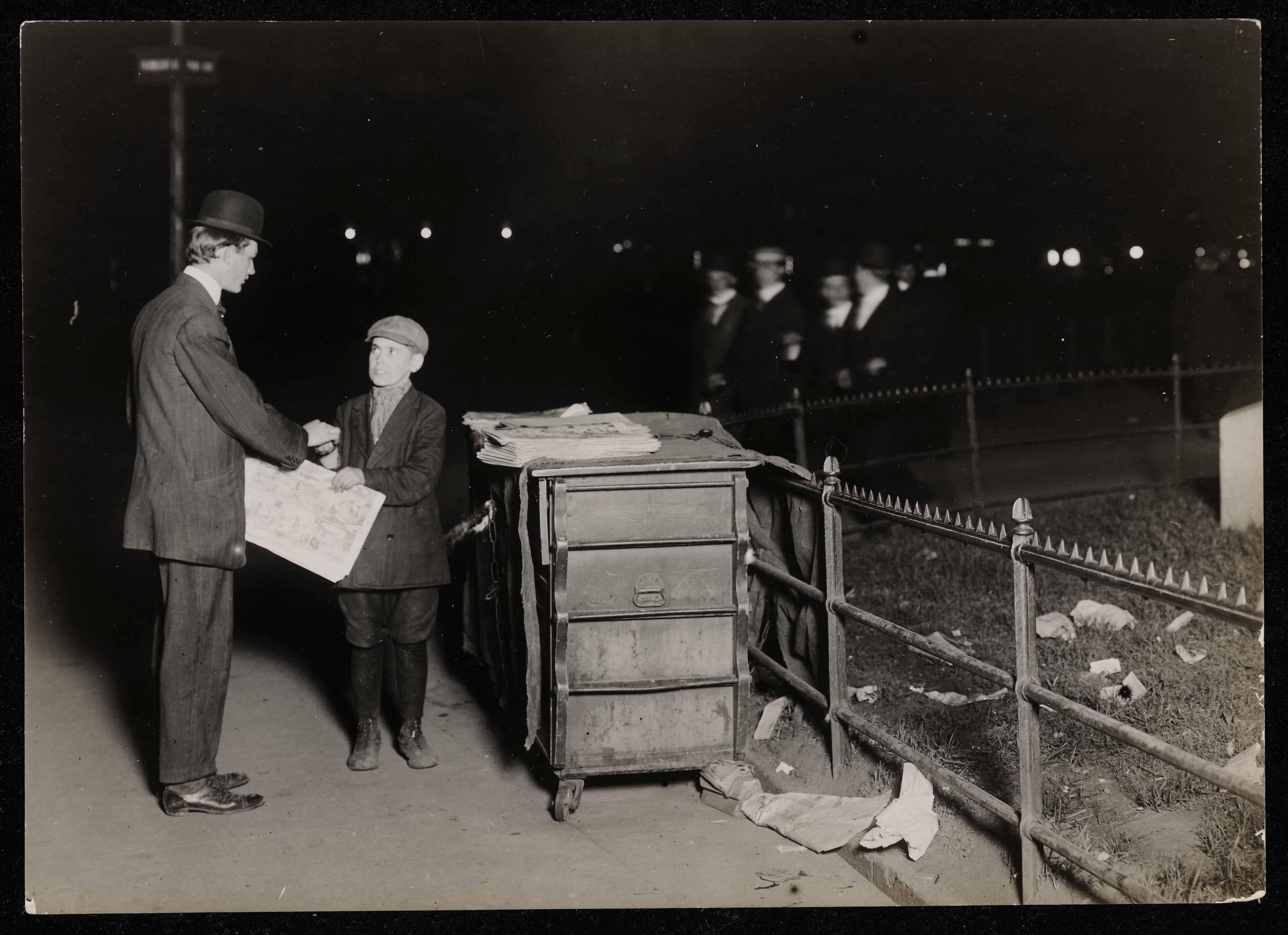
1910年、ニューヨークの新聞少年。新聞少年は24時以降も働くこともあった。

1844年、1886年、1887年、1889年にも新聞少年のストライキが行なわれていた。それまで1898年5月の『ニューヨーク・ワールド』紙と『ニューヨーク・ジャーナル』紙に対する新聞少年のストライキが最もよく知られていた。

## ストライキの要因
当時の新聞社は朝刊の戸別配達に加え、新聞を束で新聞少年らに手渡して路上などで手売りさせる方式でも売られていた。特に戸別配達が一般的ではなかった夕刊では路上販売は必要不可欠だった。しかし、新聞少年のそれは委託販売ではなく買取仕入れであり、売れ残った場合の損失は売り手である新聞少年が全て負っていた。一般的に新聞少年への卸値は100部につき50セントであり、定価は1部あたり1セントであったため、少年らの手元に残る利益はたとえ買い取った新聞が完売した場合でも1部あたり0.5セントに過ぎなかった。
1898年、米西戦争の特需により新聞の売り上げが増し、いくつかの出版社は新聞少年への卸値を100部につき60セントに値上げしたが、定価は1部1セントのまま据え置きとした。戦後、新聞の売り上げが落ち着くと多くの新聞社が卸値を戦前の価格に戻したが、『イブニング・ワールド』紙と『ニューヨーク・イブニング・ジャーナル』紙は卸値の値下げを拒否したため、低迷する売り上げと高止まりする卸値の皺寄せが直接新聞少年らに向かうことになった。

## ストライキ
1899年7月21日、ニューヨークの多くの新聞少年はピューリツァー出版の『ワールド』紙とハースト出版の『ジャーナル』紙の販売を拒否した。ストライキ参加者は数日間ブルックリン橋でデモ行進して交通渋滞を引き起こしたが、ニューイングランドの多くの都市ではまだ販売されていた。彼らは路上で新聞を引き裂いて売れないようにした。一般の人々も味方となり、ストライキが終わるまでどの新聞も買わないことにした。ピューリツァーは少年たちの代わりに大人を雇おうとしたが、大人たちも子供の立場を理解し、少年たちに敵対するようなことはしたがらなかった。カリスマ的なスピーチを行なうストライキのリーダーのキッド・ブリンクのもとに5,000人もの新聞少年が結集した。
片目が見えないためキッド・ブリンクと名付けられたルイス・バラットは、競合する『ニューヨーク・トリビューン』紙などにしばしば取り上げられ、強いブルックリン区訛りで「Me men is nobul.」などと視覚方言で語ると記した。ブリンクとストライキ参加者たちは暴力的でもあった。ハーストとピューリツァーは結集を阻止するために人を雇い、まだ続けていた新聞販売者を守ろうとした。ある集会の際、ブリンクはストライキ参加者たちに「仲間たち、友人たちよ。時が来た。団結する時が来たのだ。たとえ困難であろうと私たちの意志を通さなければならない」と語った。
『ワールド』紙も『ジャーナル』紙も1束60セントから値下げしなかったが、売れ残りを買い戻すことで合意し、1899年8月2日にストライキは終結した。

## 影響
1899年の新聞少年のストライキは1914年のモンタナ州ビュート、1920年代のケンタッキー州ルイビルの新聞少年のストライキに影響を与えた。
数十年後、児童福祉法が導入されて新聞少年の待遇がそれまでよりも良くなった。

## ポピュラー・カルチャー
1942年、DCコミックスの『スター・スパングルド・コミックス』の7号から64号に架空の人物ニュースボーイ・リージョンが登場した。現代のコミックでも様々にかたちを変えて登場している。
1899年のストライキに着想を得て1992年にディスニー映画『ニュージーズ』が公開された。眼帯をつけた少年やブルックリンのカリスマリーダーが登場するが脇役であり、この映画でのリーダーはジャック・ケリーである。映画を基にした舞台版ミュージカル『ニュージーズ』が2011年に開幕し、2012年から2014年までブロードウエイでも上演された。
2003年のノンフィクション『Kids on Strike! 』でも取り上げられた。

## 関連事項
- NLRB v. Hearst Publications